# Ratko Vučeković — Bufi
Ratko Vučeković-Bufi (Podgorica, 1959 — ?, 2017) bio je crnogorski bokser.
Boksovao je za podgoričku Budućnost, Partizan i Radnički iz Beograda. Nastupao je još i za Old bojse iz Kanade, kao i na Novom Zelandu i Njemačkoj.